# Nahodka
Nahodka (în rusă Находка) este un oraș situat în partea de sud-est a Rusiei, în Orientul Îndepărtat (regiunea Primorie). Port la Marea Japoniei. La recensământul din 2002 înregistra o populație de  170.133 locuitori.